# Мариупольский уезд

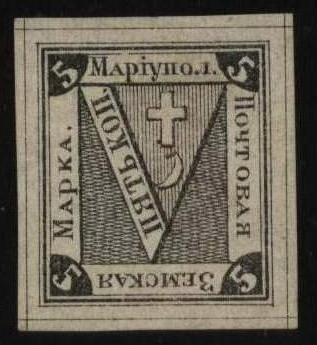
Земская марка Мариупольского уезда

Мариу́польский уе́зд — административно-территориальная единица Екатеринославской губернии Российской империи. Уездный город — Мариуполь.

## История
С 24 марта 1780 года Кальмиусский уезд вслед за городом переименован в Мариупольский уезд Азовской губернии Новороссийского наместничества Российской империи.
С 1802 года уезд в составе новообразованной Екатеринославской губернии.
С 1807 года Таганрог и 23 греческих села выделены в Греческий округ Таганрогского градоначальства Екатеринославской губернии Российской империи.
С 1859 года город в составе греческого округа Александровского уезда (центр — Александровск (Запорожье)) Екатеринославской губернии Российской империи.
С 1873 года город в составе Мариупольского уезда Екатеринославской губернии Российской империи. На 1897 год:
- Екатеринославская губерния — 2 113 674 чел., 63 377 км², центр — Екатеринослав;
  - Мариупольский уезд — 254 056 чел, центр — Мариуполь;
    - Мариуполь — 31 116 чел.

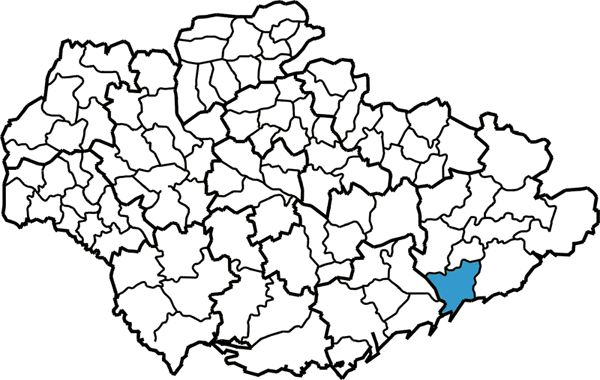
Мариупольский уезд в 1921 году

С 12 (25) декабря 1917 года Мариупольский уезд в составе Екатеринославской губернии Советской Украины.
С 6 января 1919 года Мариупольский уезд в составе Екатеринославской губернии УССР.
С 16 апреля 1920 года Мариупольский уезд в составе Донецкой губернии УССР — центр Бахмут.
С 30 декабря 1922 года Мариупольский уезд в составе Донецкой губернии УССР СССР.
С 7 марта 1923 года создан Мариупольский округ в составе УССР.

## Население
Согласно Всероссийской переписи населения 1897 года в Мариупольском уезде проживало 254 056 человек, в том числе 131 295 мужчин (51,7 %) и 122 761 женщины. Грамотность населения составляла 28 %, в том числе среди мужчин — 39,7 %, а женщин — 15,7 % (в городе Мариуполе соответственно общая грамотность — 41 %, мужчин — 51,8 %, женщин — 28,4 %). По уровню грамотности уезд уступал только Екатеринославскому уезду.

### Национальный состав
Национальный состав согласно переписи населения Российской империи 1897 года:
- русские
  - малорусы — 117 206 чел. (46,13 %),
  - великорусы — 35 691 чел. (14,05 %),
  - белорусы — 1697 чел. (0,67 %)
- поляки — 528 чел. (0,21 %)
- славяне
  - чехи и словаки — 21 чел. (0,01 %)
  - болгары — 53 чел. (0,02 %)
  - сербы — 25 чел. (0,01 %)
- литовцы — 13 чел. (0 %)
- латыши — 9 чел. (0 %)
- молдаване, румыны — 95 чел. (0,04 %)
- французы — 46 чел. (0,02 %)
- итальянцы — 39 чел. (0,02 %)
- немцы — 19 104 чел. (7,52 %)
- греки — 48290 чел. (19,01 %)
- армяне — 60 чел. (0,02 %)
- осетины — 8 чел. (0 %)
- цыгане — 21 чел. (0,01 %)
- евреи — 10 291 чел. (4,05 %)
- татары — 15 472 чел. (6,09 %)
- турки — 5317 чел. (2,09 %)
- башкиры — 2 чел. (0 %)
- персы — 6 чел. (0 %)
- шведы — 4 чел. (0 %)
- норвежцы — 4 чел. (0 %)
- грузины — 3 чел. (0 %)
- вотяки (удмурты) — 2 чел. (0 %)
- башкиры — 2 чел. (0 %)
- венгры — 1 чел. (0 %)
- ижорцы — 1 чел. (0 %)
- лопари (саамы) — 1 чел. (0 %)
- чуваши — 1 чел. (0 %)
- жмуды (жемайты) — 1 чел. (0 %)
- прочие — 95 чел.

### Вероисповедание
Среди населения Мариупольского уезда по переписи 1897 года:
| религия                  | человек | уд. вес (%) |
| ------------------------ | ------- | ----------- |
| православные             | 222600  | 87,6%       |
| лютеране                 | 11720   | 4,6%        |
| иудеи                    | 10674   | 4,2%        |
| римо-католики            | 7790    | 3,1%        |
| старообрядцы и староверы | 457     | 0,18%       |
| баптисты                 | 326     | 0,13%       |
| мусульмане               | 242     | 0,1%        |
| менониты                 | 122     | 0,05%       |
| реформаторы              | 63      | 0,02%       |
| армяне-григориане        | 44      | 0,01%       |
| англикане                | 11      | 0%          |
| армяне-католики          | 4       | 0%          |
| другие христиане         | 2       | 0%          |
| буддисты                 | 1       | 0%          |

### Сословия
Несмотря на укоренившееся принятие дореволюционного Мариуполя как купеческого города количество купцов в городе составляло, согласно переписи 1897 года, всего 722 человек (менее 0,3 % от всех жителей).
| сословие              | человек | уд. вес (%) |
| --------------------- | ------- | ----------- |
| крестьяне             | 224785  | 88,5%       |
| мещане                | 23217   | 9,1%        |
| иностранные подданные | 1669    | 0,7%        |
| дворяне               | 1509    | 0,6%        |
| духовенство           | 989     | 0,4%        |
| купцы                 | 722     | 0,28%       |
| другие                | 1165    | 0,5%        |

### Пол и возраст
Среди населения Мариупольского уезда по переписи 1897 года:
| возраст     | мужчины | женщины | всего | в % от всего населения | женщин на 1000 мужчин |
| ----------- | ------- | ------- | ----- | ---------------------- | --------------------- |
| до 1 года   | 5112    | 5119    | 10231 | 4,0                    | 1001                  |
| 1—9 лет     | 34601   | 33786   | 68387 | 26,9                   | 976                   |
| 10—19 лет   | 26612   | 25512   | 52124 | 20,5                   | 959                   |
| 20—29 лет   | 21788   | 21080   | 42868 | 16,9                   | 968                   |
| 30—39 лет   | 16546   | 14373   | 30919 | 12,2                   | 869                   |
| 40—49 лет   | 11579   | 10158   | 21737 | 8,6                    | 877                   |
| 50—59 лет   | 7506    | 6648    | 14154 | 5,6                    | 886                   |
| 60—69 лет   | 4824    | 4007    | 8831  | 3,5                    | 831                   |
| 70—79 лет   | 2121    | 1615    | 3736  | 1,5                    | 761                   |
| 80—89 лет   | 475     | 379     | 854   | 0,3                    | 798                   |
| 90—99 лет   | 98      | 57      | 155   | 0,06                   | 582                   |
| 100—109 лет | 7       | 8       | 15    | 0,01                   | 1143                  |

### Немецкие поселения
В начале XIX века — во времена русской колонизационной политики — Екатериной II была предпринята попытка в осуществлении идеи по созданию этнически закрытых поселений на территории Российской империи. Эта мера предполагала и способствовала развитию неосвоенных земельных участков и природных богатств колонистами, переселившимися с западноевропейских территорий. Особого внимания и рассмотрения заслуживают одни из крупнейших немецких поселений переселенцев — Хортица (нем. Chortitza) и Молочная (нем. Molotschna) из Мариупольских колоний.
В период 1818—1819 годов в Российскую империю иммигрировало наибольшее число самых обездоленных немецких семей из Западной Пруссии. Первоначально они были размещены к югу от поселений меннонитов из Молочной колонии — примерно в 30 милях от Альтоны, но депутатами иммигрантов данные территории были отклонены для проживания и развития поселений под предлогом «неблагоприятных почвенных условий» для развития хозяйственной деятельности. Тогда, решением царского правительства Российской империи, им были предложены земли Мариуполя — в районе уездного города Александровск (совр. Запорожье 1806—1921 годов), Екатеринославского уезда. Именно в эти 1823—1824 гг. по «прусскому плану» было создано 11 лютеранских и 6 католических деревень. За исключением имён из немецких селений нем. Kirschwald, нем. Kronsdorf и нем. Kaisersdorf, остальные — переселенцы из Западной Пруссии. Следующие группы иммигрантов прибыли в 1825, 1828 и 1842 годах, в основном из Бадена и Гессен-Дармштадта. Как и в начале 1830-х годов, недостаток земель в некоторых старых немецких колониях был урегулирован. Правительству России был предложен план развития «еврейской степи» в Мариуполе, который разработали сами еврейские общины, и для развития дочерних колоний Мариуполя были зарезервированы земли в Черниговском уезде. В период 1831—1832 годов были образованы поселения немецких фермеров в районе Хортицы и 5 так называемых Беловезер (нем. Beloweser) поселений в районе деревень Беломезер (нем. Belomeser),, а также 4 деревни в период с 1833 по 1839 годы, которые образовали меннониты.

## Административное деление
По состоянию на 1886 год было 26 волостей и 2 приказа и 1 уездный город:
| волость             | селений | дворов | мужчин | женщин | всего населения |
| ------------------- | ------- | ------ | ------ | ------ | --------------- |
| Андреевская         | 5       | 284    | 1123   | 881    | 2004            |
| Бергтальская        | 5       | 211    | 481    | 480    | 961             |
| Бешевская           | 2       | 722    | 2293   | 2149   | 4442            |
| Благодатовская      | 5       | 1095   | 3430   | 3396   | 6826            |
| Богатырская         | 3       | 779    | 2350   | 2138   | 4488            |
| Больше-Янисольская  | 2       | 710    | 2219   | 2055   | 4274            |
| Времьевская         | 4       | 302    | 1090   | 1030   | 2120            |
| Грунаусская         | 16      | 781    | 5965   | 5558   | 11523           |
| Игнатьевская        | 2       | 1016   | 3162   | 2601   | 5763            |
| Каранская           | 2       | 869    | 2210   | 2319   | 4529            |
| Крестовская         | 11      | 1449   | 4988   | 4861   | 9849            |
| Людвигстальская     | 12      | 606    | 3809   | 3582   | 7391            |
| Майорская           | 3       | 133    | 894    | 831    | 1725            |
| Мало-Янисольская    | 3       | 937    | 2785   | 2454   | 5239            |
| Мангушская          | 2       | 733    | 2278   | 2161   | 4439            |
| Марьинская          | 4       | 890    | 2785   | 2694   | 5479            |
| Михайловская        | 4       | 1364   | 4440   | 4334   | 8774            |
| Николаевская        | 7       | 1692   | 5469   | 5378   | 10847           |
| Ново-Спасовская     | 3       | 1052   | 3544   | 3569   | 7113            |
| Павловская          | 10      | 1607   | 5290   | 4893   | 10183           |
| Петровская          | 5       | 1240   | 4049   | 4083   | 8132            |
| Покровская          | 7       | 459    | 937    | 965    | 1902            |
| Сартанская          | 4       | 981    | 3108   | 2972   | 6080            |
| Старо-Керменчикская | 2       | 674    | 1926   | 1869   | 3795            |
| Темрюкская          | 2       | 725    | 2801   | 2887   | 5688            |
| Ялтинская           | 2       | 709    | 2242   | 2212   | 4454            |
| Графский приказ     | 5       | 219    | 1844   | 1723   | 3567            |
| Затишьинский приказ | 3       | 191    | 814    | 702    | 1516            |

К 1911 году появились также:
- Ивановская волость (из Николаевской, Благодатовской)
- Комарская волость (из Больше-Янисольской)
- Ново-Каракубская волость (из Старо-Керменчикской)

К 1911 году были переименованы уже имеющиеся волости:
- Бергтальская волость — в Петропавловскую
- Грунаусская волость — в Александро-Невскую
- Крестовская волость — в Стретенскую
- Людвигстальская волость — в Романовскую

В 1913 году имелись следующие волости:
1. Александро-Невская
2. Андреевская
3. Бешевская
4. Благодатовская
5. Богатырская
6. Больше-Янисольская
7. Времьевская
8. Ивановская
9. Игнатьевская
10. Каранская
11. Комарская
12. Майорская
13. Мало-Янисольская
14. Мангушская
15. Марьинская
16. Михайловская
17. Николаевская
18. Ново-Спасовская
19. Павловская
20. Петровская
21. Петропавловская
22. Покровская
23. Романовская
24. Сартанская
25. Старо-Керменчикская
26. Стретенская
27. Темрюкская
28. Ялтанская
29. Графский приказ
30. Затишьинский приказ

К 1916 году появилось ещё 10 новых волостей:
- Александринская волость (из Михайловской)
- Анадольская волость (из Мало-Янисольской)
- Больше-Каракубская волость (из Бешевской)
- Елисаветовская волость (из Павловской)
- Крестовская волость (из Стретенской)
- Ласпинская волость (из Каранской)
- Ново-Петриковская волость (из Петровской)
- Новотроицкая волость[укр.] (из Николаевской)
- Платоновская волость (из Николаевской)
- Стыльская волость (из Игнатьевской)